# Gran Premio d'Austria 1999
Il Gran Premio d'Austria 1999 è stato un Gran Premio di Formula 1 disputato il 25 luglio 1999 sull'A1-Ring di Zeltweg. La gara è stata vinta da Eddie Irvine, su Ferrari; secondo e terzo sono giunti rispettivamente David Coulthard e Mika Häkkinen.

## Prima della gara
- La Ferrari sostituisce Michael Schumacher, infortunatosi nel Gran Premio di Gran Bretagna, con Mika Salo.

## Qualifiche

### Risultati
| Pos | No | Pilota                | Costruttore          | Tempo    | Distacco |
| --- | -- | --------------------- | -------------------- | -------- | -------- |
| 1   | 1  | Mika Häkkinen         | McLaren - Mercedes   | 1'10"954 |          |
| 2   | 2  | David Coulthard       | McLaren - Mercedes   | 1'11"153 | +0"199   |
| 3   | 4  | Eddie Irvine          | Ferrari              | 1'11"973 | +1"019   |
| 4   | 8  | Heinz-Harald Frentzen | Jordan - Mugen-Honda | 1'12"266 | +1"312   |
| 5   | 16 | Rubens Barrichello    | Stewart - Ford       | 1'12"342 | +1"388   |
| 6   | 17 | Johnny Herbert        | Stewart - Ford       | 1'12"488 | +1"534   |
| 7   | 3  | Mika Salo             | Ferrari              | 1'12"514 | +1"560   |
| 8   | 6  | Ralf Schumacher       | Williams - Supertec  | 1'12"515 | +1"561   |
| 9   | 22 | Jacques Villeneuve    | BAR - Supertec       | 1'12"833 | +1"879   |
| 10  | 10 | Alexander Wurz        | Benetton - Playlife  | 1'12"850 | +1"896   |
| 11  | 7  | Damon Hill            | Jordan - Mugen-Honda | 1'12"901 | +1"947   |
| 12  | 9  | Giancarlo Fisichella  | Benetton - Playlife  | 1'12"924 | +1"970   |
| 13  | 19 | Jarno Trulli          | Prost - Peugeot      | 1'12"999 | +2"045   |
| 14  | 5  | Alessandro Zanardi    | Williams - Supertec  | 1'13"101 | +2"147   |
| 15  | 23 | Ricardo Zonta         | BAR - Supertec       | 1'13"172 | +2"218   |
| 16  | 12 | Pedro Diniz           | Sauber - Petronas    | 1'13"223 | +2"269   |
| 17  | 11 | Jean Alesi            | Sauber - Petronas    | 1'13"226 | +2"272   |
| 18  | 18 | Olivier Panis         | Prost - Peugeot      | 1'13"457 | +2"503   |
| 19  | 20 | Luca Badoer           | Minardi - Ford       | 1'13"606 | +2"652   |
| 20  | 15 | Toranosuke Takagi     | Arrows               | 1'13"641 | +2"687   |
| 21  | 14 | Pedro de la Rosa      | Arrows               | 1'14"139 | +3"185   |
| 22  | 21 | Marc Gené             | Minardi - Ford       | 1'14"363 | +3"409   |

## Gara

### Resoconto
Al via Häkkinen viene affiancato da Coulthard: alla seconda curva Mika è in vantaggio sulla traiettoria esterna, lo scozzese tenta un attacco all'interno in staccata finendo però per toccare il compagno sul retrotreno. Häkkinen va in testacoda, ripartendo in ultima posizione, mentre Coulthard prosegue indisturbato in testa alla corsa. Più indietro, Salo tampona Herbert: il pilota della Ferrari deve sostituire il musetto della sua vettura, mentre l'inglese perde l'alettone posteriore, ripartendo dai box con diversi giri di svantaggio.
Coulthard mantiene la testa della corsa fino al suo pit stop, attorno a metà gara; passa quindi in prima posizione Irvine, che spinge al massimo sfruttando il momento in cui la sua vettura è più leggera fino al suo rifornimento, al 42º giro. Quando il pilota della Ferrari torna in pista è davanti al rivale; Coulthard tenta di sorpassarlo fino al traguardo, ma deve accontentarsi del secondo posto. Irvine conquista così la seconda vittoria stagionale e in carriera, davanti a Coulthard e Häkkinen, autore di una gran rimonta dal fondo del gruppo; quarto è Frentzen, che precede Wurz (pilota di "casa") e Diniz, a punti per la seconda volta consecutiva.

### Risultati
| Pos | N  | Pilota                | Costruttore/Motore   | Giri | Tempo/Ritiro/Media          | Griglia | Punti |
| --- | -- | --------------------- | -------------------- | ---- | --------------------------- | ------- | ----- |
| 1   | 4  | Eddie Irvine          | Ferrari              | 71   | 1h 28'12"438 - 208.587 km/h | 3       | 10    |
| 2   | 2  | David Coulthard       | McLaren - Mercedes   | 71   | +0"313                      | 2       | 6     |
| 3   | 1  | Mika Häkkinen         | McLaren - Mercedes   | 71   | +22"282                     | 1       | 4     |
| 4   | 8  | Heinz-Harald Frentzen | Jordan - Mugen-Honda | 71   | +52"803                     | 4       | 3     |
| 5   | 10 | Alexander Wurz        | Benetton - Playlife  | 71   | +1'06"358                   | 10      | 2     |
| 6   | 12 | Pedro Diniz           | Sauber - Petronas    | 71   | +1'10"933                   | 16      | 1     |
| 7   | 19 | Jarno Trulli          | Prost - Peugeot      | 70   | +1 giro                     | 13      |       |
| 8   | 7  | Damon Hill            | Jordan - Mugen-Honda | 70   | +1 giro                     | 11      |       |
| 9   | 3  | Mika Salo             | Ferrari              | 70   | +1 giro                     | 7       |       |
| 10  | 18 | Olivier Panis         | Prost - Peugeot      | 70   | +1 giro                     | 18      |       |
| 11  | 21 | Marc Gené             | Minardi - Ford       | 70   | +1 giro                     | 22      |       |
| 12  | 9  | Giancarlo Fisichella  | Benetton - Playlife  | 68   | Motore                      | 12      |       |
| 13  | 20 | Luca Badoer           | Minardi - Ford       | 68   | +3 giri                     | 19      |       |
| 14  | 17 | Johnny Herbert        | Stewart - Ford       | 67   | +4 giri                     | 6       |       |
| 15  | 23 | Ricardo Zonta         | BAR - Supertec       | 63   | Frizione                    | 15      |       |
| Rit | 16 | Rubens Barrichello    | Stewart - Ford       | 55   | Motore                      | 5       |       |
| Rit | 11 | Jean Alesi            | Sauber - Petronas    | 49   | Fine benzina                | 17      |       |
| Rit | 14 | Pedro de la Rosa      | Arrows               | 38   | Testacoda                   | 21      |       |
| Rit | 5  | Alessandro Zanardi    | Williams - Supertec  | 35   | Senza benzina               | 14      |       |
| Rit | 22 | Jacques Villeneuve    | BAR - Supertec       | 34   | Semiasse                    | 9       |       |
| Rit | 15 | Toranosuke Takagi     | Arrows               | 25   | Motore                      | 20      |       |
| Rit | 6  | Ralf Schumacher       | Williams - Supertec  | 8    | Testacoda                   | 8       |       |

## Classifiche

### Piloti
| Pos. | Pilota                | Punti |
| ---- | --------------------- | ----- |
| 1    | Mika Häkkinen         | 44    |
| 2    | Eddie Irvine          | 42    |
| 3    | Michael Schumacher    | 32    |
| 4    | Heinz-Harald Frentzen | 29    |
| 5    | David Coulthard       | 28    |
| 6    | Ralf Schumacher       | 19    |
| 7    | Giancarlo Fisichella  | 13    |
| 8    | Rubens Barrichello    | 10    |
| 9    | Damon Hill            | 5     |
| 10   | Alexander Wurz        | 3     |
| 10   | Pedro Diniz           | 3     |
| 12   | Johnny Herbert        | 2     |
| 13   | Pedro de la Rosa      | 1     |
| 13   | Olivier Panis         | 1     |
| 13   | Jean Alesi            | 1     |
| 13   | Jarno Trulli          | 1     |

### Costruttori
| Pos. | Team                 | Punti |
| ---- | -------------------- | ----- |
| 1    | Ferrari              | 74    |
| 2    | McLaren - Mercedes   | 72    |
| 3    | Jordan - Mugen-Honda | 34    |
| 4    | Williams - Supertec  | 19    |
| 5    | Benetton - Playlife  | 16    |
| 6    | Stewart - Ford       | 12    |
| 7    | Sauber - Petronas    | 4     |
| 8    | Prost - Peugeot      | 2     |
| 9    | Arrows               | 1     |

## Fonti
- Sito di The Official Formula 1, su formula1.com. URL consultato il 14 marzo 2009.
- Autosprint, Autosprint extra - l'anno dei campioni, pagg.162-163